# Einstein (planetoïde)
(2001) Einstein is een planetoïde in de hoofdring behorende tot de planetoïdenfamilie Hungaria.
Hij is vernoemd naar de natuurkundige Albert Einstein.